# Fiat 500
Fiat 500, označovaný také jako Nuova 500, je malý osobní automobil vyráběný italskou automobilkou Fiat mezi lety 1957 až 1975. Nástupce úspěšného modelu Fiat 500 Topolino se stal díky svým módním zakulaceným tvarům, malým rozměrům a nízké ceně jedním z nejúspěšnějších lidových vozů. Za 18 let produkce sjelo z výrobních pásů přes 3 500 000 exemplářů a dokázalo tak doslova postavit velkou část Itálie na kola, stejně jako Ford T počátkem 20. století Ameriku.
Fiat 500 byl v roce 1975 nahrazen modelem Fiat 126, který se prodával souběžně s modelem 500 od roku 1972. V roce 2007 (tedy 50 let od zahájení výroby původního modelu) byl uveden na trh nový retro model také s označením Fiat 500, ale konstrukčně velmi odlišný.

## Historie

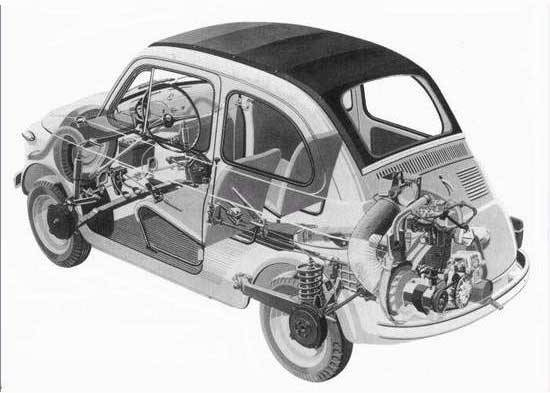
Fiat 500 N z roku 1957 v řezu

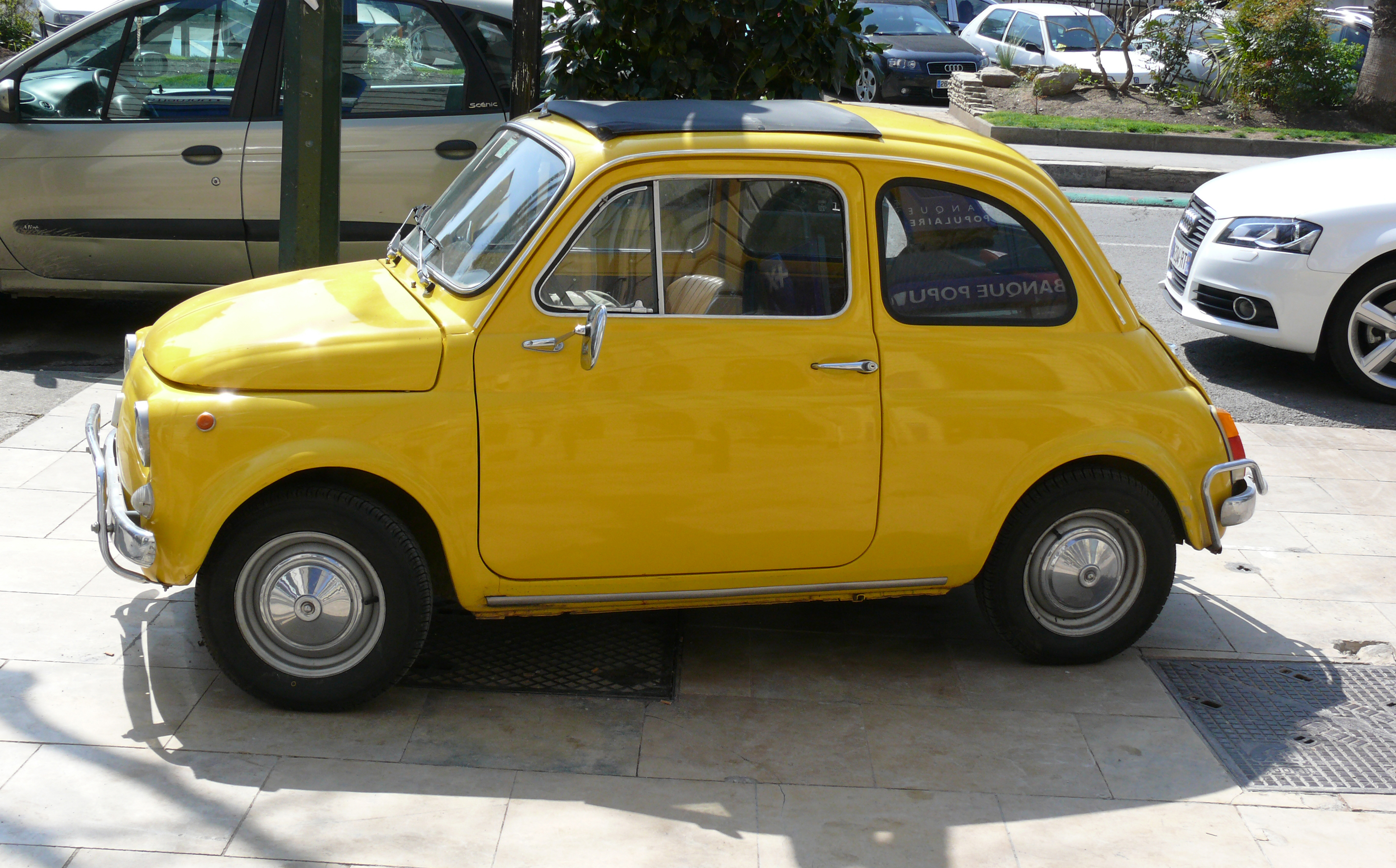
Fiat 500 L

Fiat 500 byl představen v červenci 1957 jako nástupce modelu Topolino, se kterým měl společné především miniaturní vnější rozměry. Konstrukce vozu, jehož celková délka činila necelé 3 metry, byla téměř shodná s větším příbuzným modelem 600. Aby mu o 10 % kratší Fiat 500 příliš nekonkuroval, měl strohou výbavu, díky které mohl být i co nejlevnější a konkurenceschopný s generací poválečných miniautomobilů. Uvezl čtyři osoby, vzadu spíše dětského vzrůstu.
Levnost dovoloval i dvouválcový, vzduchem chlazený motor, který byl uložen vzadu. Poháněl zadní nápravu přes čtyřstupňovou nesynchronizovanou převodovku. Objem 479 cm3 stačil k max. výkonu 13 koní (10 kW). Díky nízké hmotnosti, pouhých 470 kg, dosahoval vůz nejvyšší rychlosti 85 km/h. Fiat 500 měl nezávislé zavěšení všech čtyř kol (přední na vrchních příčných ramenech a spodním příčném listovém peru, zadní náprava byla úhlová s šikmou kyvnou osou), a bubnové brzdy, které spolu s převodovkou zůstaly beze změn až do konce výroby. K typickým znakům patřily také vzadu zavěšené dveře, které zůstaly až do roku 1965. Vůz poskytoval místo čtyřem cestujícím, kteří mohli ocenit plátěnou střechu, u původních modelů srolovatelnou po celé délce střechy, u novějších výklopnou v přední části. Zadní okénka nebylo možno otevřít, vpředu byly výklopné větrací trojúhelníky a klasická stahovací okénka. Mezi největší přednosti patřila také nízká spotřeba vozu, která činila necelých 5,5 litru na 100 km. Ideálně se tak hodil do městského provozu. Díky nízkým nákladům na pořízení a provoz se stal automobil dostupný i pro obyčejné Italy, úspěch zajišťovala také neustálá modernizace a uvádění nových modelů.
Úspěch lidového Fiatu 500 dokazuje také jeho výroba nejen v Itálii, ale také v jiných evropských zemích. Licenčně se vyráběl od roku 1961 v německé továrně v Heilbronnu, patřící dříve automobilce NSU. Vyráběl jej také Seat nebo firma Motor Holdings na Novém Zélandu. V licenci jej vyráběla také Steyr-Puch v rakouském Štýrském Hradci, od roku 1957 do 1969. Tato značka se také postarala o výkonnou variantu nazvanou Steyr-Puch 500, která konkurovala italskému Abarthu nebo vozům Mini Cooper.

## Modely
První velká změna přišla v roce 1960, kdy byl představen model 500D. Objem motoru byl zvýšen na 499 cm3, výkon stoupl na 18 koní (13,5 kW) a došlo také ke změně střechy. Větší změny nastaly až při uvedení modelu 500F. Především došlo k výměně vzadu zavěšených dveří za konvenční. Výkon motoru se opět zvýšil, nyní na 21 koní (16 kW), došlo také na revidování převodovky a změnu zadní nápravy.
V roce 1968 přišla na trh nová luxusnější verze Fiatu 500 s označením "Lusso" nebo pouze L. Toto nejvyšší provedení se vyznačovalo oproti modelu 500F, který hrál úlohu základního modelu, předně novým interiérem. Přístrojová deska se podobala té z většího modelu 600D, cestující mohli také ocenit nastavitelná opěradla, sklopné sedačky či koberečky na podlaze. Vnějším rozdílem mezi modely F a L byly chromované lišty na náraznících. 500L se vyrábělo do roku 1972.
Poslední verzí modelu 500 bylo provedení R, nazývané "rinnovata". Nabízelo se od roku 1972 do roku 1975. Mělo nový motor o objemu 594 cm3 z modelu 126, který dával mu poskytoval historicky nejvyšší výkon 23 koní (17 kW) a max. rychlost 95 km/h. Právě především model 126, který se prodával souběžně s modelem 500R od roku 1972, zapříčinil klesající prodeje Fiatu 500 a jeho následné ukončení výroby v roce 1975.

### Giardiniera (1960-1977)

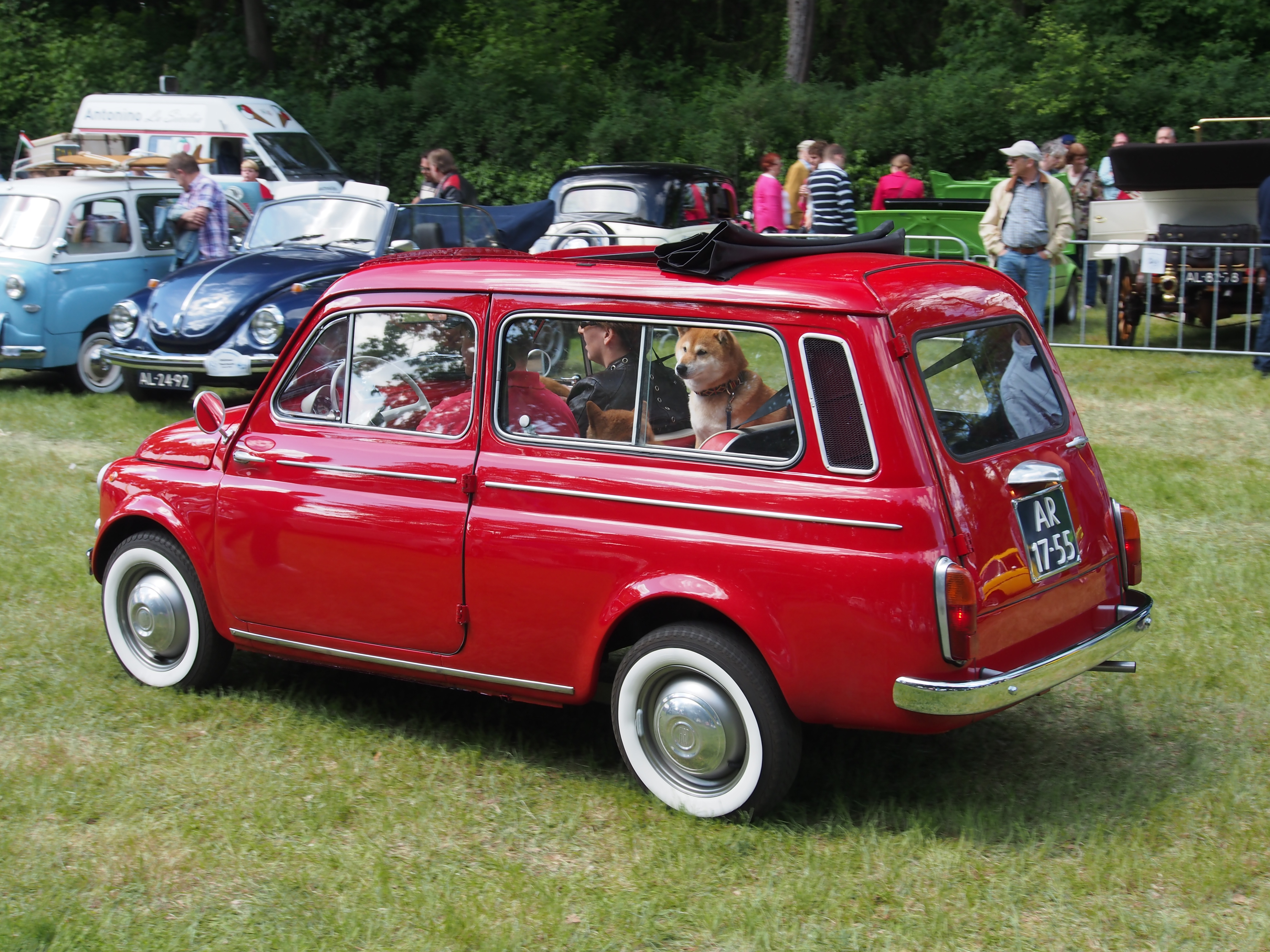
Fiat 500 „Giardiniera“

V roce 1960 byl Fiat 500 představen také jako kombi Giardiniera (zahradnice), které překvapovalo rozměrným kufrem a svojí prostorností. Uvezlo pohodlně čtyři dospělé. Mělo prodloužený rozvor a motor byl uložen vodorovně pod podlahou vozu. Vzadu zavěšené dveře u něj vydržely až do ukončení výroby. Od roku 1966 byla Giardiniera vyráběna italskou firmou Autobianchi, pod jejímž označením přežila původní Fiat 500 o dva roky.

### AbarthFiat 500
Podvozek Fiatu 500 často posloužil nejrůznějším úpravcům. Dvorní úpravce Fiatu - Abarth , vyráběl v letech 1957 až 1971 svoji vlastní výkonnější variantu modelu 500. Byl připraven pro závody, ale několik vozů se dostalo i do prodeje. Na výběr byly dva motory - 594 cm³ o výkonu 23,5 kW a 695 cm³ o výkonu 27,9 kW.

## Galerie

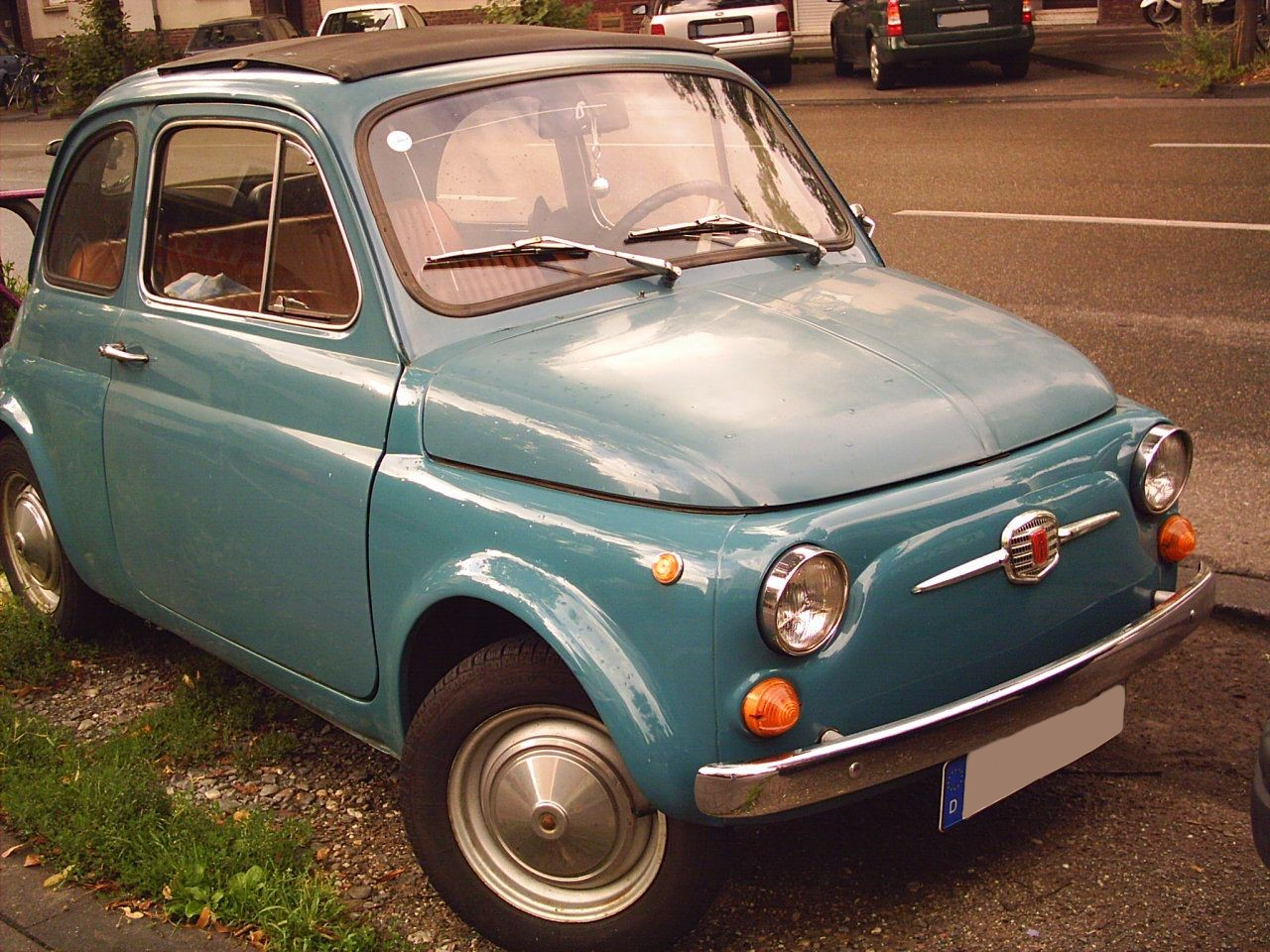
Fiat 500 F
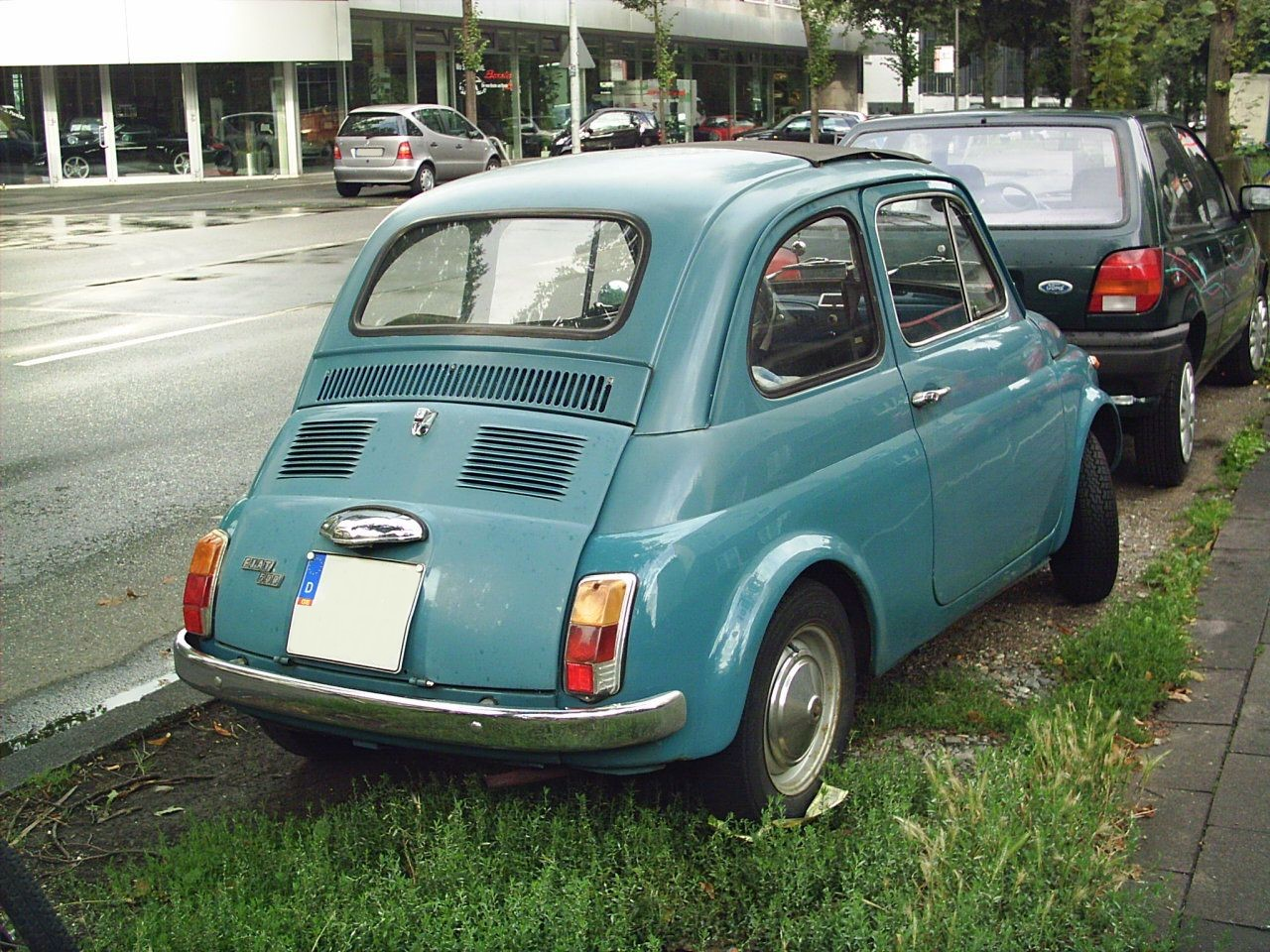
Fiat 500 F
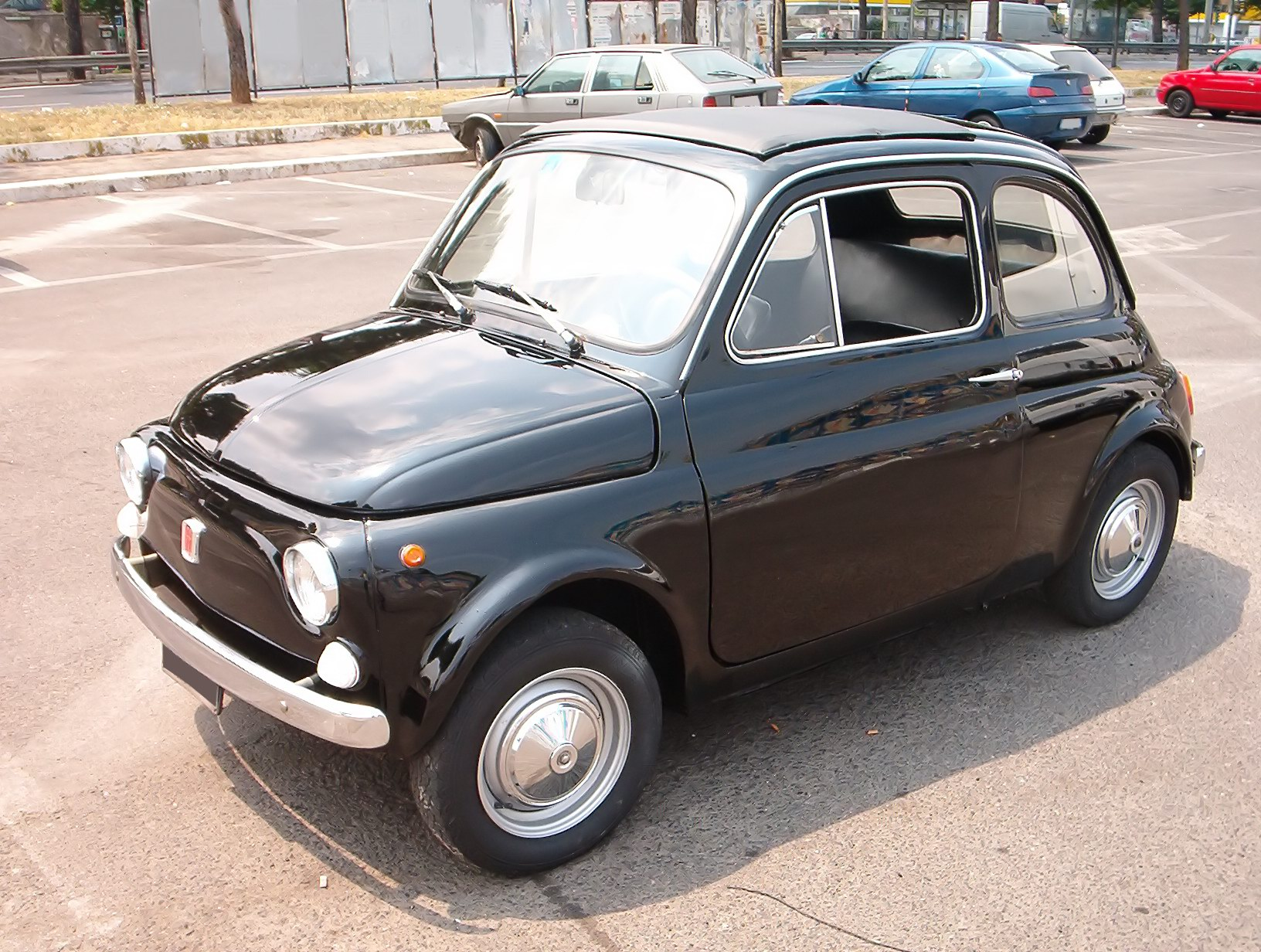
Fiat 500
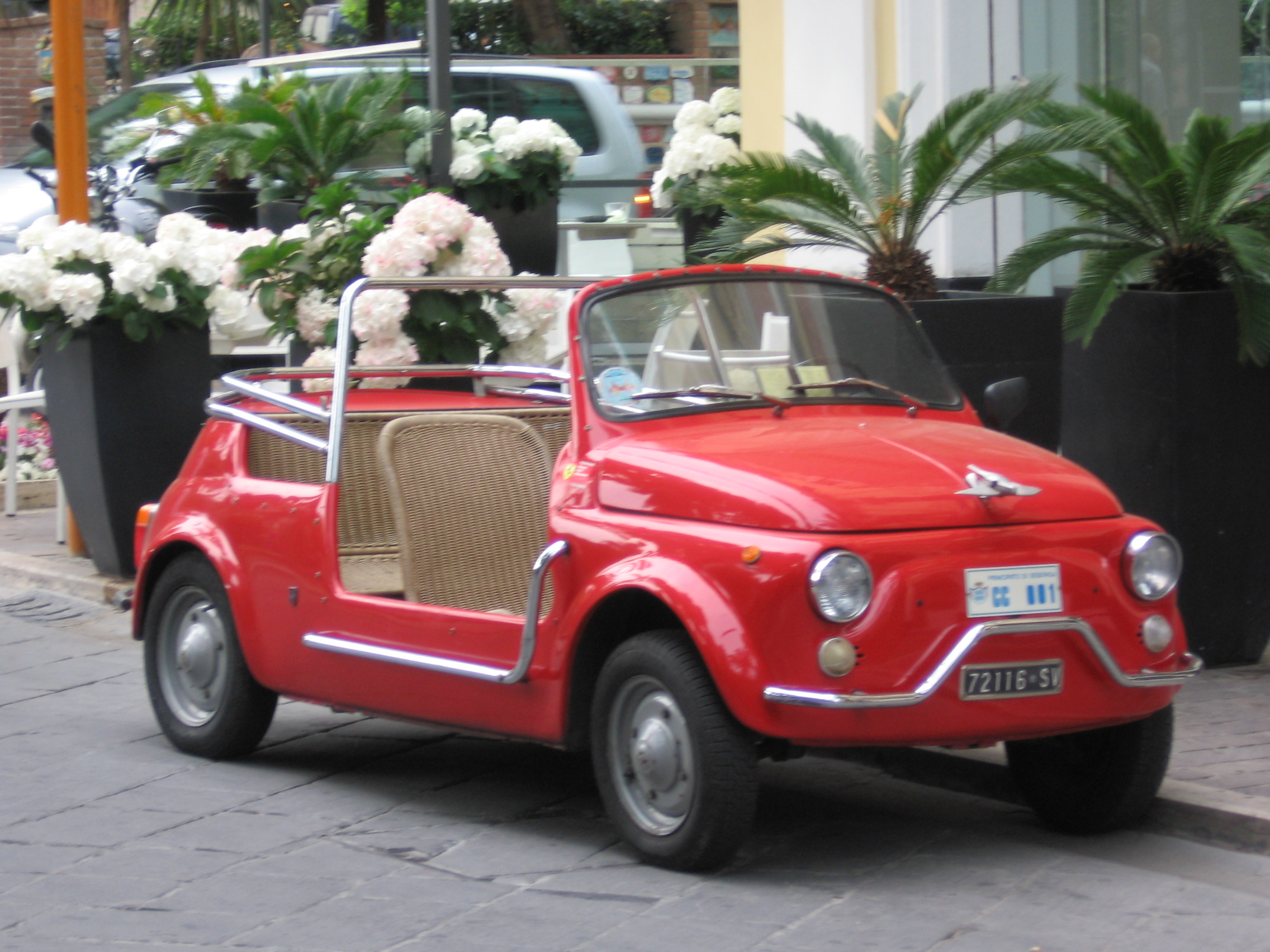
Fiat 500 Jolly
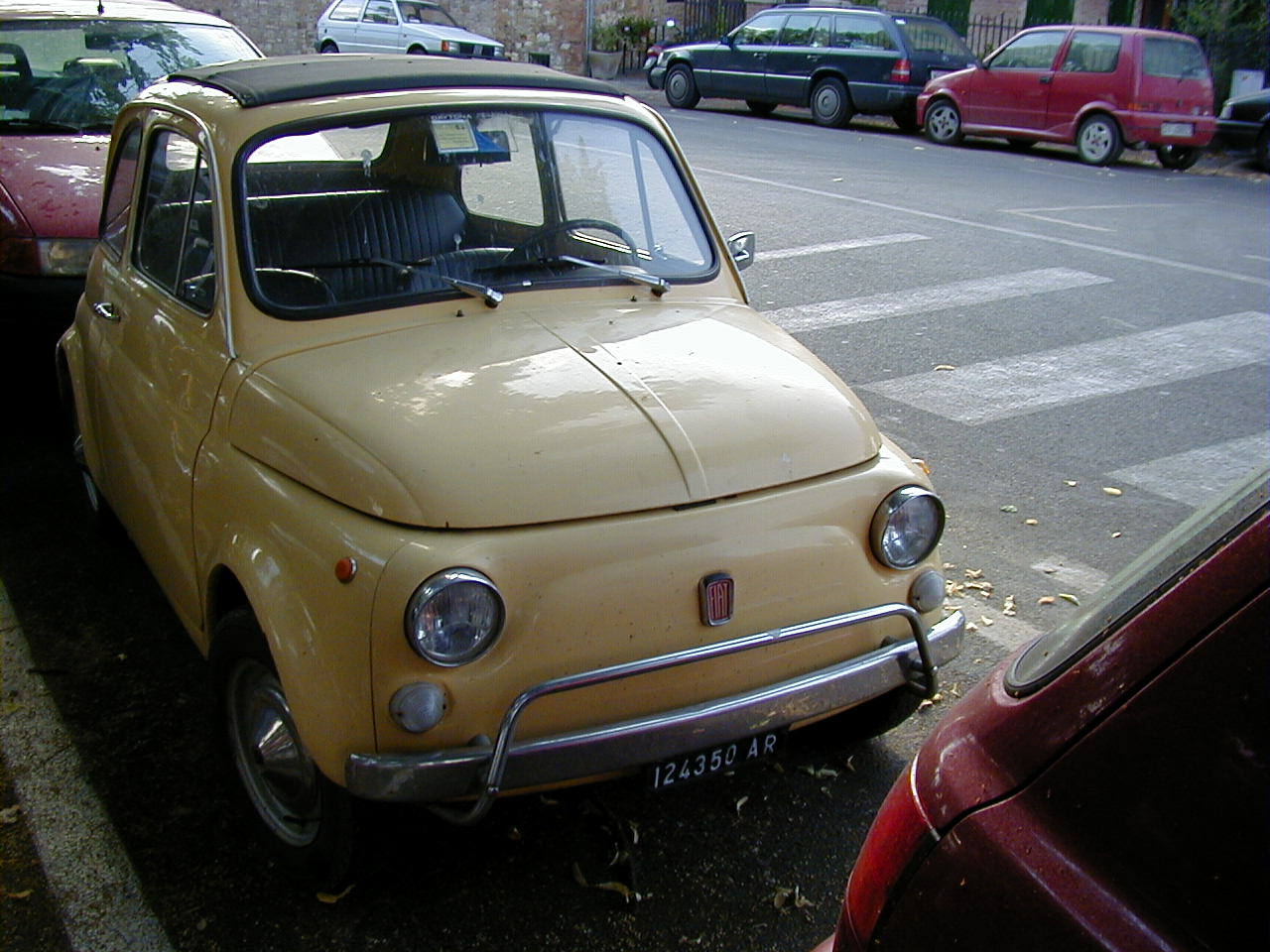
Fiat 500 L, rozeznatelný podle dodatečného pochromováného madla
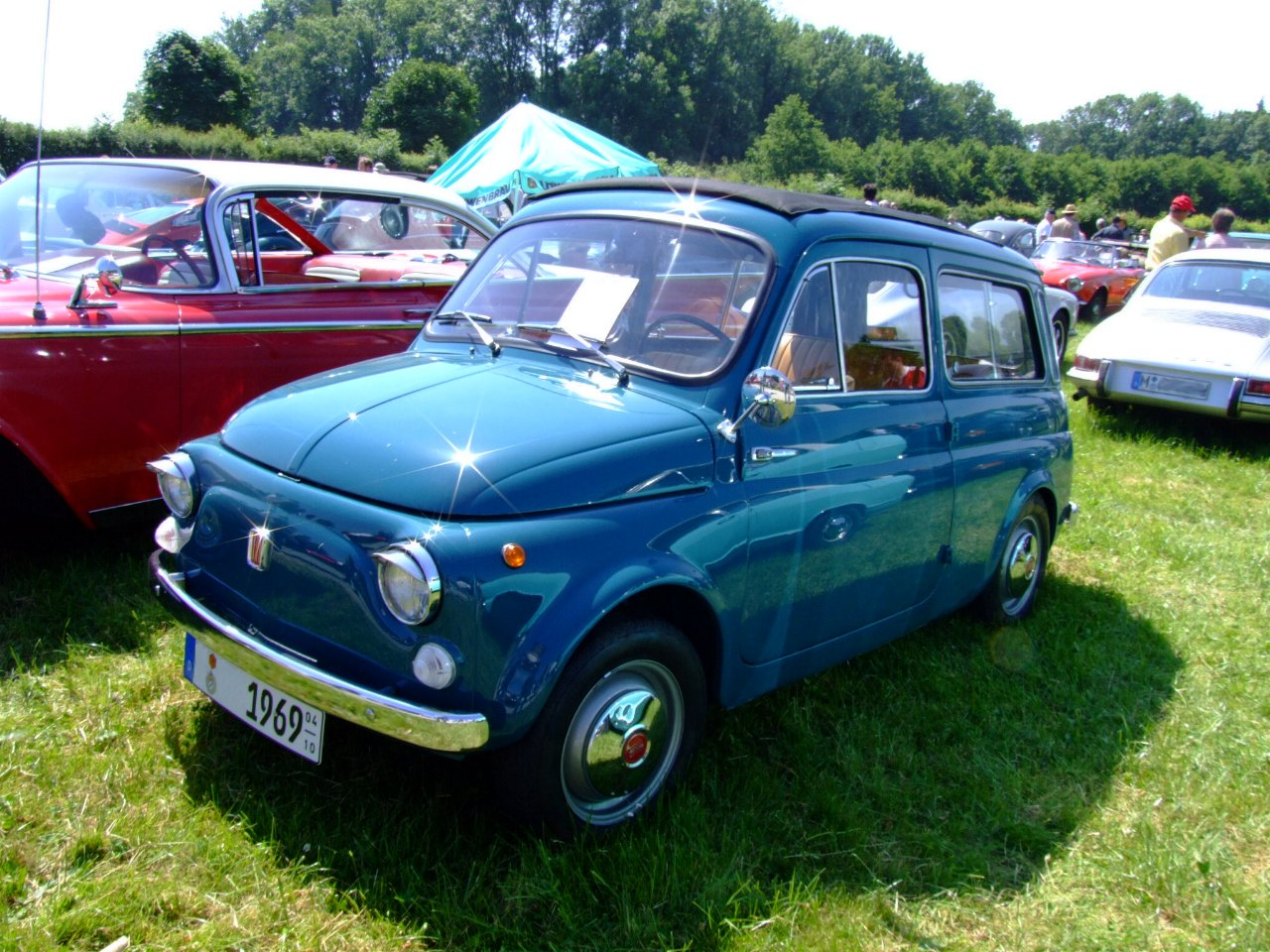
Fiat 500 „Giardiniera“ (1969)
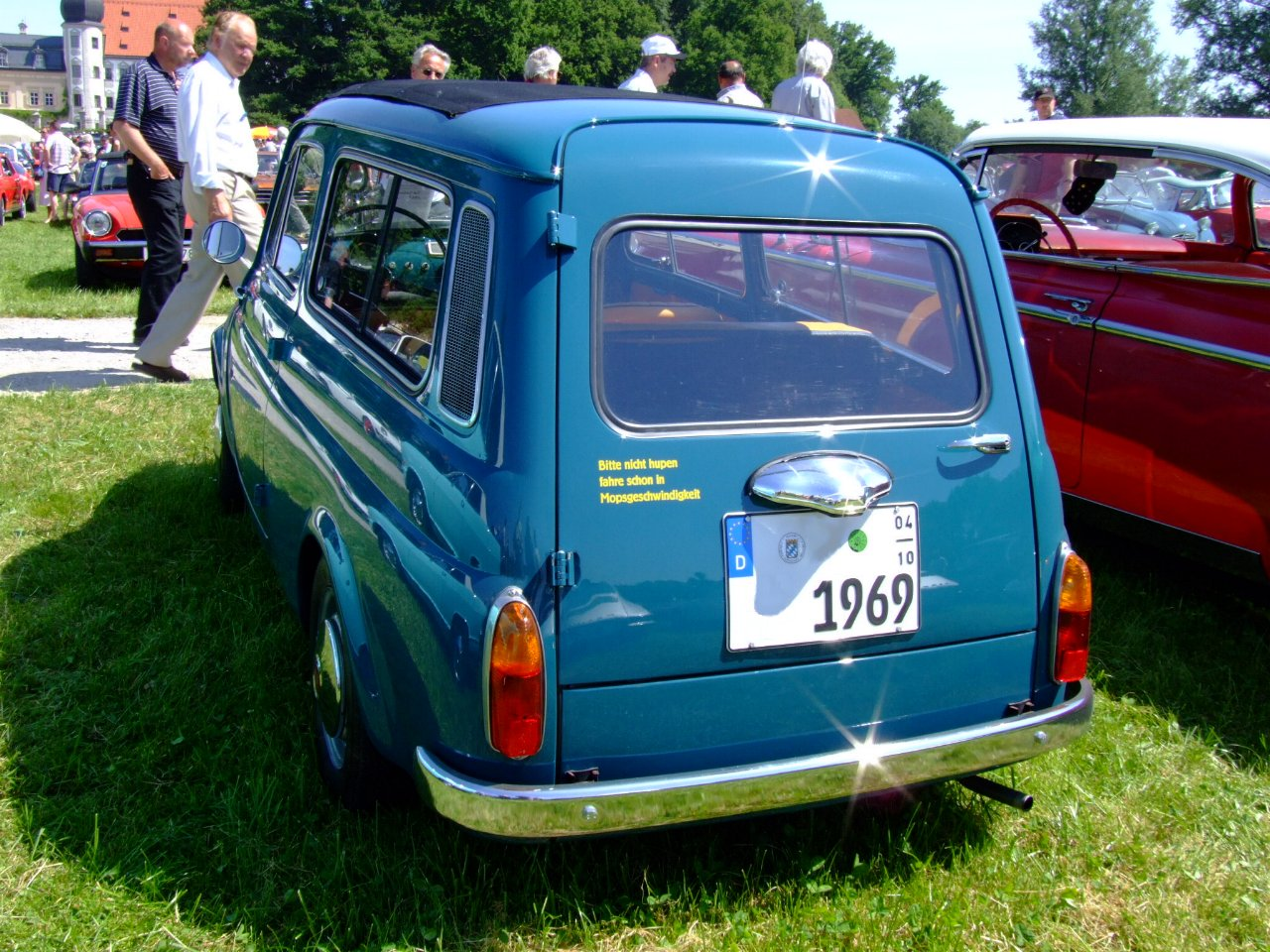
Fiat 500 „Giardiniera“ (1969)
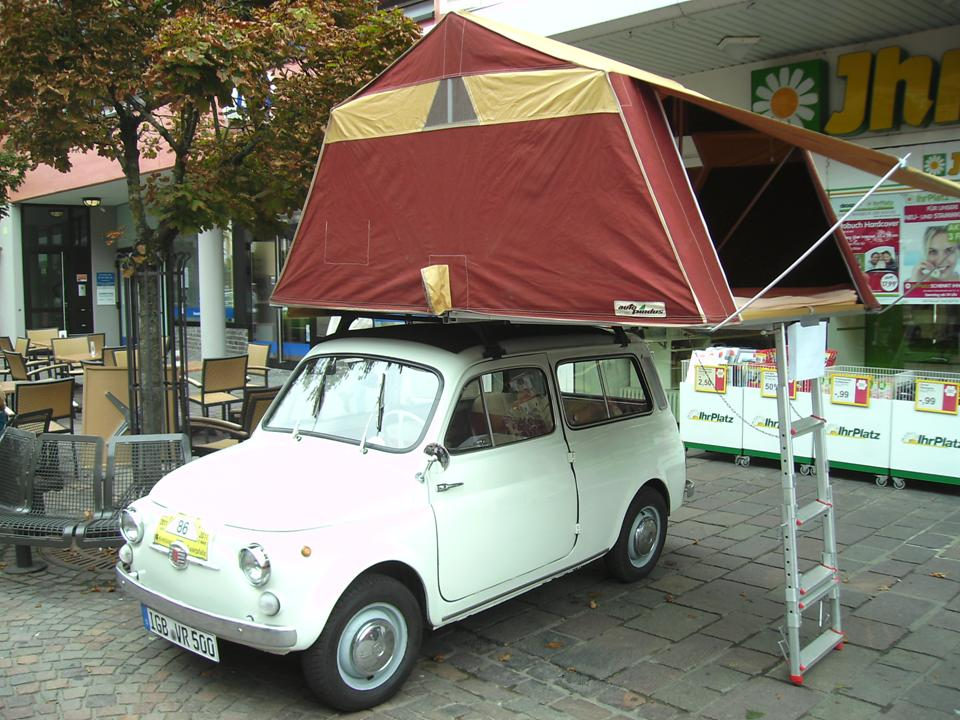
Fiat 500 „Giardiniera“ se stanem
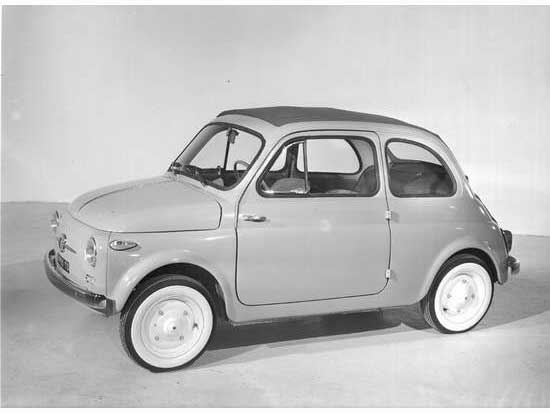
Fiat 500 N Standard (1957)
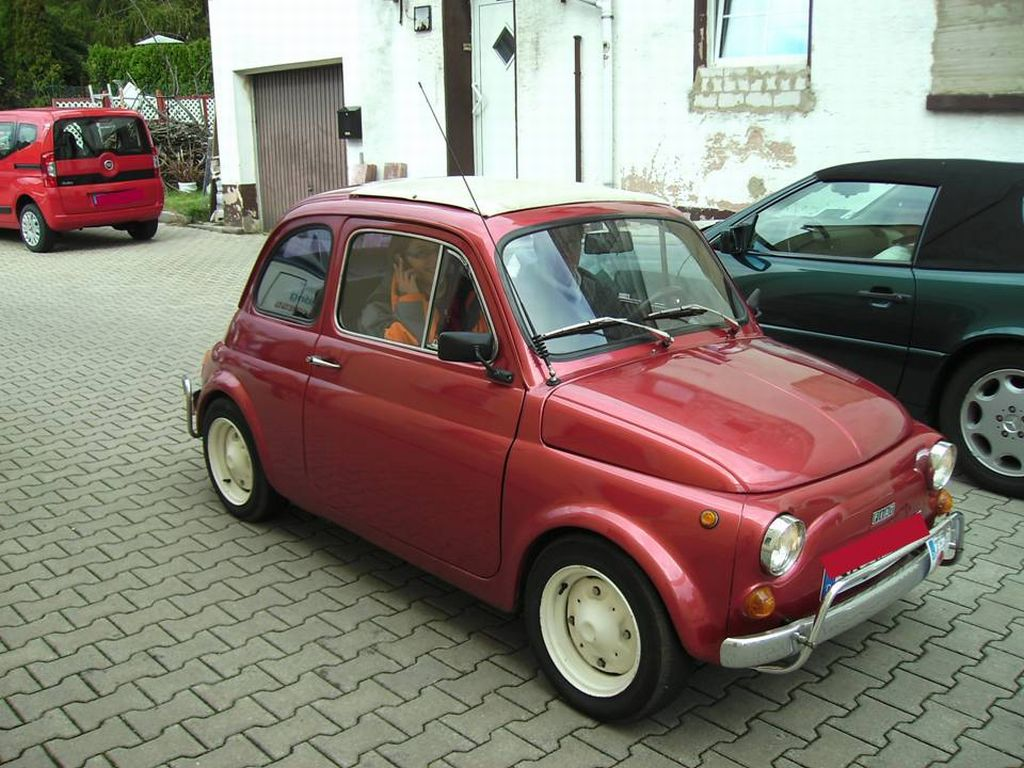
Fiat 500 nuova s vzácným nátěrem (Magenta-metallic)
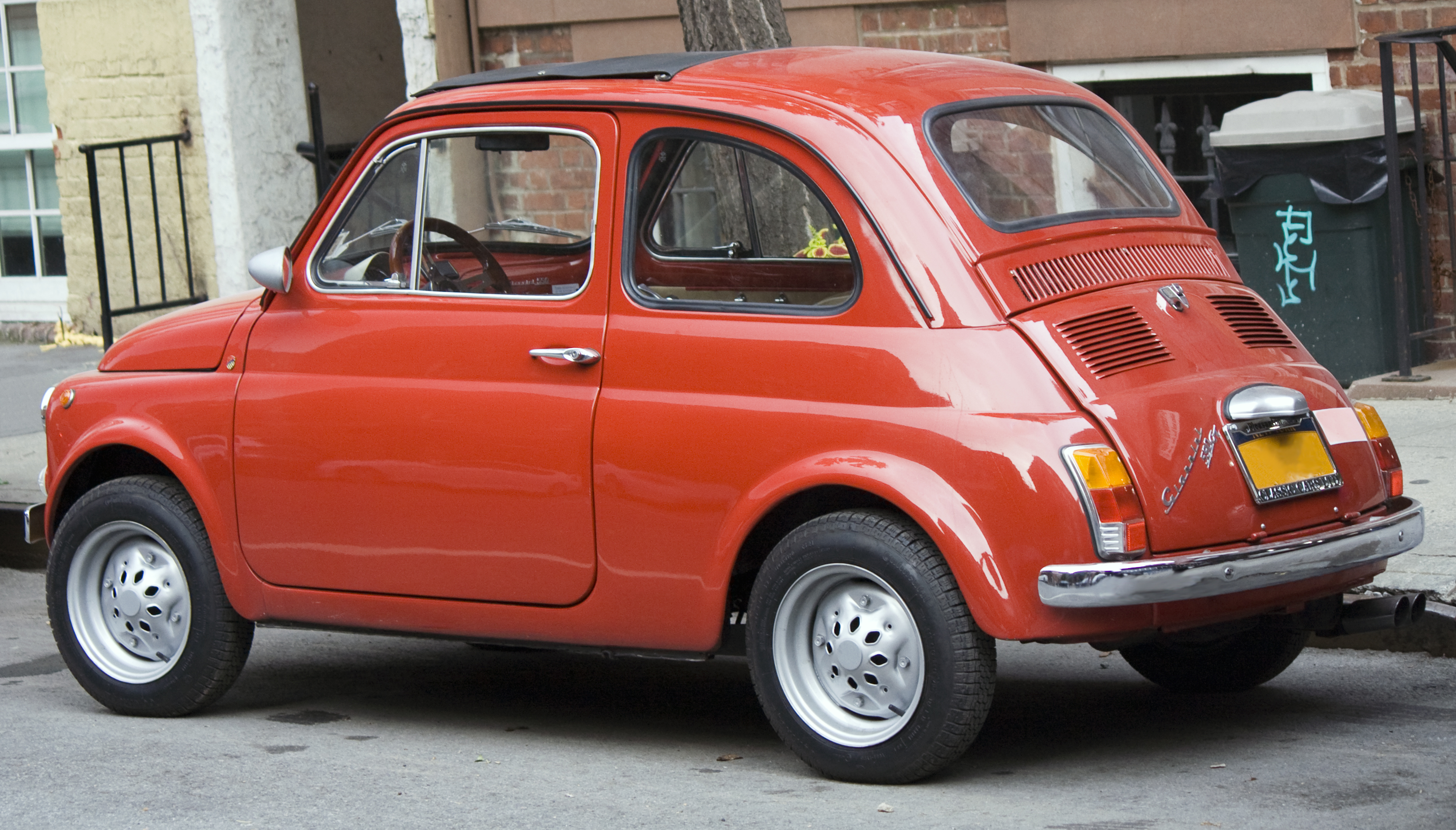
Sportovní Giannini 590 GT (1968)
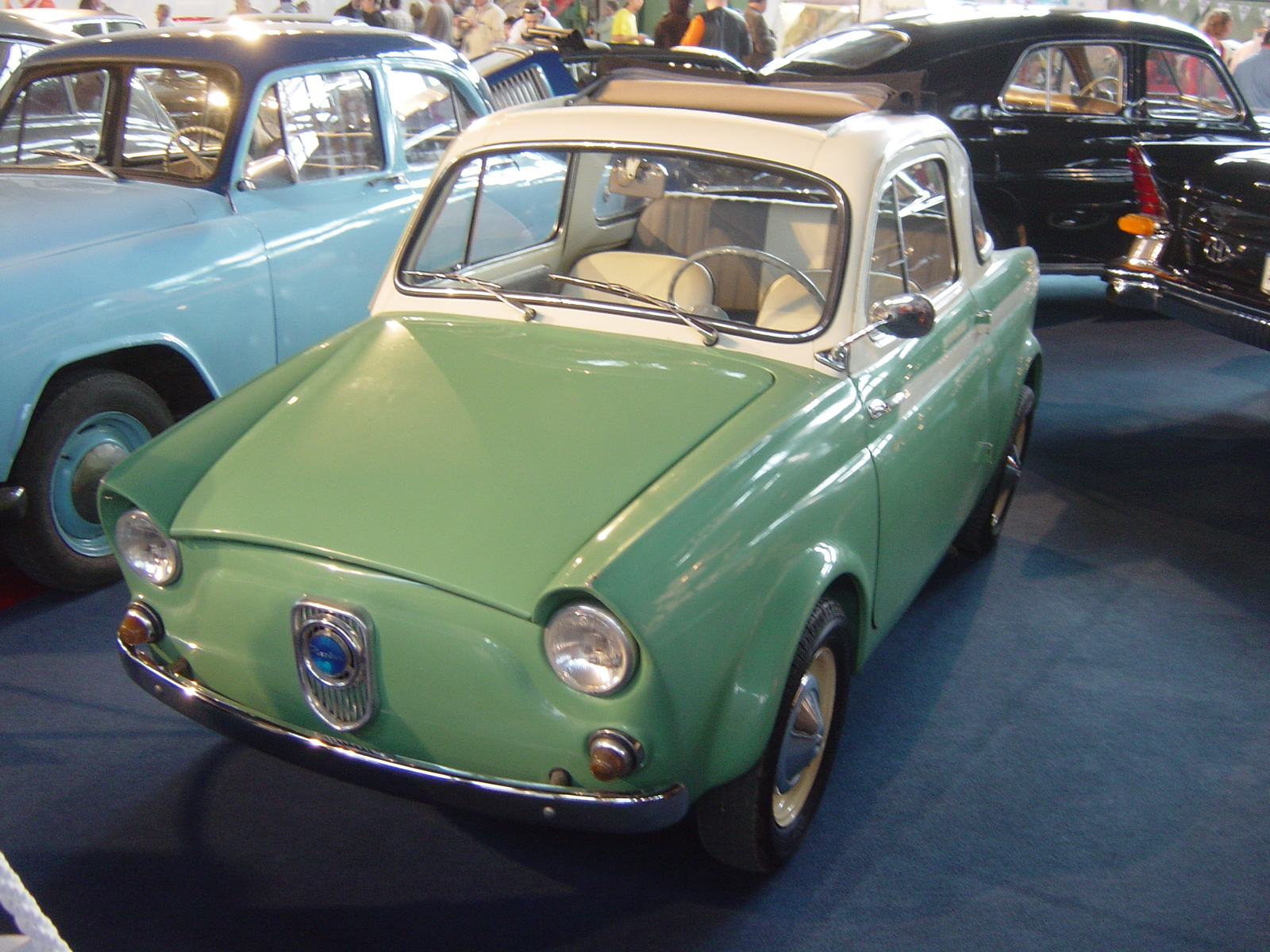
NSU-Fiat Weinsberg 500
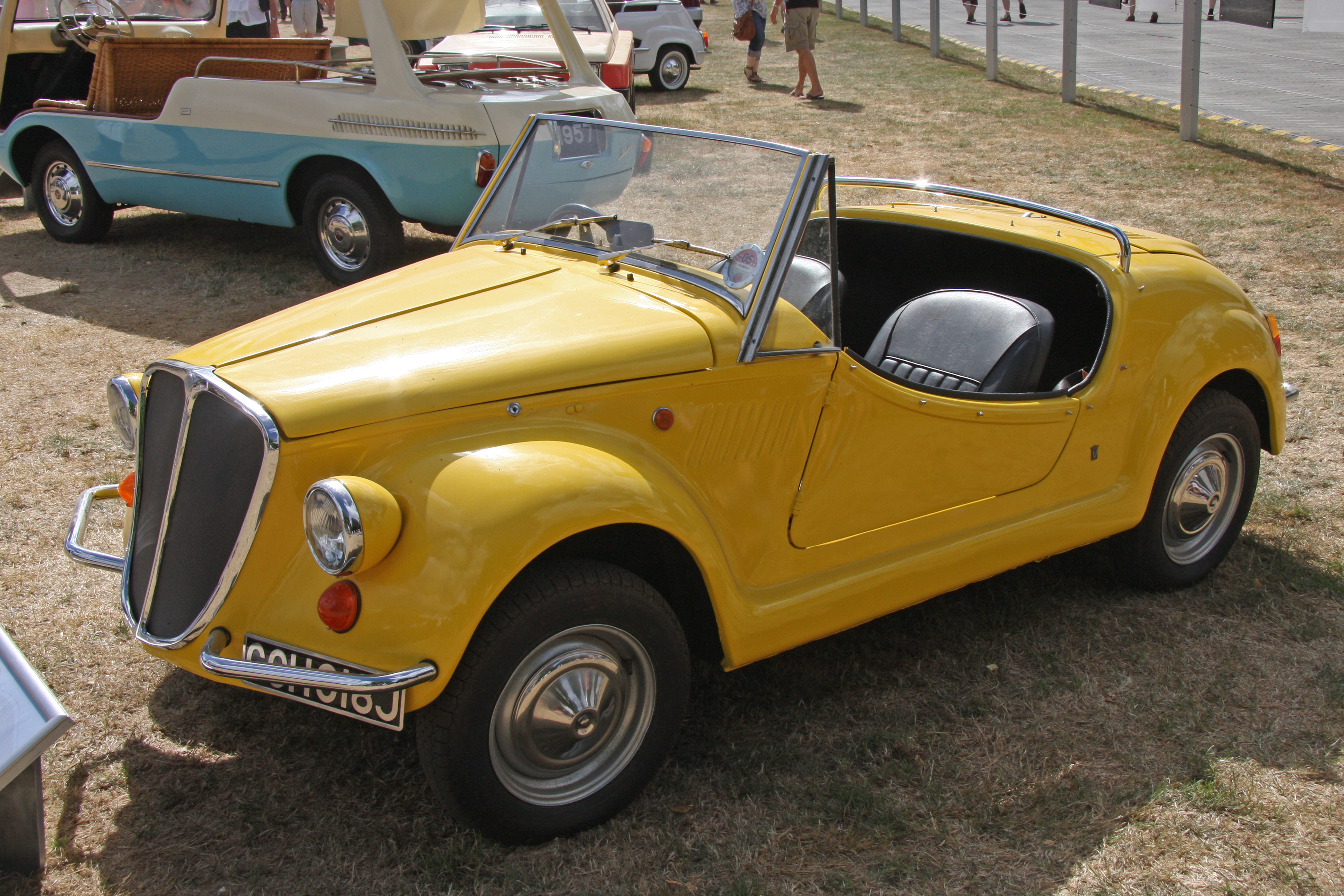
Vignale Gamine na platformě Fiatu 500
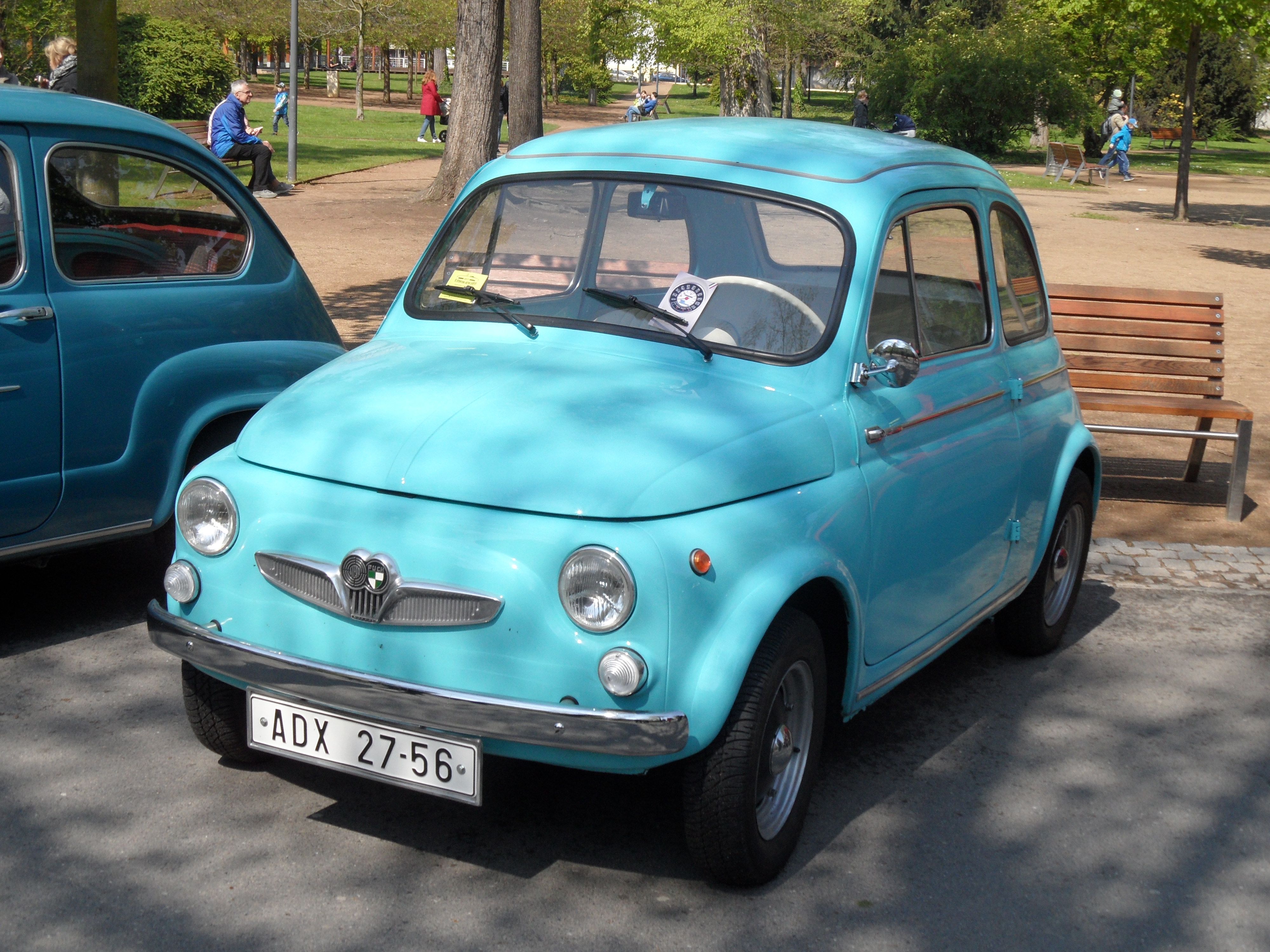
Fiat 500 D, liceční výroba v Rakousku (Steyr-Puch).